# 威尔莫特 (南达科他州)
威尔莫特（英語：Wilmot），是美国南达科他州下属的一座城市。根据2010年美国人口普查，该市有人口499人。论人口在本州排行第117。